# Sofia (geslacht)
Sofia is een geslacht van kevers uit de familie  
kniptorren (Elateridae).
Het geslacht is voor het eerst wetenschappelijk beschreven in 2005 door Arias.

## Soorten
Het geslacht omvat de volgende soort:
- Sofia sulcatum (Solier, 1851)